# Quadea
Quadea is een studioalbum van F.D.Project, zijnde de eenmansband van Frank Dorittke. Het F.D. Project speelt elektronische muziek uit de Berlijnse School. Quadea is het tweede hoofdstuk uit The other side of ... zonder gitaarwerk, maar met (relatief) lange tracks.

## Musici
- Frank Dorittke – synthesizers, elektronica

## Muziek
| Nr. | Titel           | Duur  |
| --- | --------------- | ----- |
| 1.  | Quadea (part 1) | 12;52 |
| 2.  | Quadea (part 2) | 11:50 |
| 3.  | Quadea (part 3) | 9:11  |
| 4.  | Quadea (part 4) | 8:28  |
| 5.  | Quadea (part 5) | 8:59  |
| 6.  | Quadea (part 6) | 16:38 |